# 薩爾達傳說 三角神力三劍士
《薩爾達傳說 三角神力三劍士》是任天堂于2015年10月发行的任天堂3DS独占动作冒险游戏。本作最大的特点是需要三位玩家协力进行游戏，因为这一特点，很多批评家将本作与系列的《塞尔达传说 众神的三角力量与四人之剑》的“四人之剑”部分相比较。
本作由任天堂香港发售在繁体中文区3DS上发售了日文版本。

## 玩法
玩家可以使用3DS內置的連線系統和世界各地的玩家一起遊玩，或者与身边的另外兩個3DS玩家進行連線，也可以一個人來遊玩（由一個人操作三個林克）。
三位林克基礎衣服原本的顏色是：綠，藍，紅。林克們可以通過換裝來獲得額外的能力。此外，三位林克可以透過騎脖子的形式來移動，最下面的林克負責移動，中間的林克負責把最上面的林克扔出去，最上面的林克負責攻擊等。

## 评价
中国大陆杂志《游戏机实用技术》打出25/30分。 IGN則為遊戲打出8.5/10分